# Szelepowka
Szelepowka (ros. Шелеповка) – wieś (ros. деревня, trb. dieriewnia) w zachodniej Rosji, w sielsowiecie storożewskim rejonu bolszesołdatskiego w obwodzie kurskim.

## Geografia
Miejscowość położona jest nad ruczajem Dołgij, 6 km od centrum administracyjnego sielsowietu storożewskiego (Storożewoje), 16,5 km od centrum administracyjnego rejonu (Bolszoje Sołdatskoje), 64 km od Kurska.
W granicach miejscowości znajdują się ulice: Wichrowka, Gławnaja, Glebuczanka, Dołżatka, Konczanka, Maksimowka, Oficerowka.

## Demografia
W 2010 r. miejscowość zamieszkiwało 136 osób.